# Zenvo ST-1
De Zenvo ST-1 is een luxueuze auto, geproduceerd door het Deense autobedrijf Zenvo. De auto maakt gebruik van een op de Chevrolet Corvette gebaseerde, maar in eigen beheer gebouwde zevenliter-motor, die naar opgave van de bouwer 1104 pk levert. De typenaam ST-1 staat voor Supercharger Turbo 1; de ST-1 heeft een supercharger en een turbocharger. Het logo is de hamer van de god Thor.

## Ontwikkeling
Het onderzoek en de ontwikkeling van het prototype begon in 2006. Het prototype was gereed in 2008 en reed voor het eerst op 22 mei van dat jaar. In 2011 begon Zenvo met de productie van de auto. Deze wordt in een beperkte oplage van slechts vijftien auto's gebouwd, met een tempo van ongeveer drie per jaar.
De ontwerpers hadden de opdracht om een auto te ontwerpen die niet alleen luxueus was maar ook geschikt voor dagelijks gebruik. De ontwikkeling en bouw gebeurden volledig in Denemarken.